# Давыдов-Хромой, Пётр Фёдорович
Пётр Фёдорович Давыдов-Хромой  — воевода и окольничий на службе у московских князей Ивана III и Василия III.

## Семья
Правнук Ивана Хромого, представитель семьи Давыдовых-Хромых — небольшой отрасли потомков Акинфа Великого. Младший сын боярина Фёдора Давыдовича Хромого и дочери боярина Я. З. Кошкина. Его старший брат Григорий Фёдорович также был воеводой и боярином. Женат на дочери Семёна Романовича Ярославского, имел единственного сына Ивана Фёдорова-Челяднина.

## Служба
В феврале 1479 и 1495 годах состоял в свите Ивана III в его походах на Новгород. В 1501 году в чине окольничего сопровождал наследника престола Василия в Тверь, переданную ему в управление. В апреле 1508 года командовал полком правой руки в Вязьме в сентябре того же года уже третьим воеводой с тем же полком ходил к Дорогобужу для помощи находящимся там войскам. Весной 1509 участвовал в переговорах с Великим княжеством Литовским. В сентябре участвовал в Новгородско-Псковском походе Василия.